# Cantharellus nothofagorum
Cantharellus nothofagorum är en svampart som beskrevs av G.M. Muell. & R.H. Petersen 1992. Cantharellus nothofagorum ingår i släktet Cantharellus och familjen kantareller.   Inga underarter finns listade i Catalogue of Life.